# Enterokolitis des Kaninchens
Die Enterokolitis des Kaninchens ist eine Entzündung des Dünn- und des Dickdarms. 

## Ursachen
Bei Kaninchen kommen zwei Formen der Enterokolitis vor, die Antibiotika-assoziierte Enterotoxämie sowie die infektiöse Enterokolitis.
Die Antibiotika-assoziierte Enterotoxämie entsteht durch Verabreichung von Antibiotika, die nicht gegen Clostridien wirksam sind. Dadurch kommt es zu einer Überwucherung des Darmes vor allem mit Clostridium difficile.
Die infektiöse Enterokolitis wird vor allem durch hochpathogene Stämme von Escherichia coli, seltener durch Lawsonia intracellularis ausgelöst. Da die Krankheit hochinfektiös ist, kann sie sich in Beständen seuchenartig ausbreiten.

## Symptome, Diagnostik und Behandlung
Betroffene Tiere stellen die Futteraufnahme ein und zeigen teilweise apathisches, regungsloses Im-Stall-Sitzen. Dünnbreiiger Durchfall mit schleimiger Beimischung eines gallertartigen Sekrets mit fauligem Geruch wird im Anfangsstadium beobachtet, später kann der Kotabsatz sistieren und eine Aufblähung des Bauchraumes auftreten.
Die Diagnose erfolgt anhand des klinischen Bildes und einer bakteriologischen Untersuchung des Kots.
Die Behandlung erfolgt durch breit wirksame Antibiotika wie Chloramphenicol oder Metronidazol.